# Колкуитт, Оскар Брэнч
Оскар Брэнч Колкуитт (англ. Oscar Branch Colquitt; 16 декабря 1861, Камилла, Джорджия — 8 марта 1940) — американский политик, 25-й губернатор штата Техас, член демократической партии.

## Биография

### Ранние годы
Оскар Брэнч Колкуитт родился 16 декабря 1861 года в городе Камилла, штат Джорджия, в семье Томаса Джефферсона и Энн Элизабет Колкуитт. Его семья давно занималась политикой, два его дяди были сенаторами США, а один из них, Альфред Колкуитт, также был губернатором Джорджии. Отец Колкуитта был офицером в армии конфедератов, а после гражданской войны занялся фермерством, привлекая освобожденных рабов в качестве рабочей силы. Однако из-за плохой погоды посевы были уничтожены, и семья была разорена.
Желая начать всё сначала, семья Колкуитта переехала в округ Моррис, Техас, прибыв 8 января 1878 года в Дейнджерфилд. На протяжении трёх лет он был фермером-арендатором. После окончания школы Колкуитт один семестр проучился в Академии Дейнджерфилда, в это время он жил в семье законодателя штата Джона Пикока. Не сумев получить работу кондуктора или пожарного на железной дороге, Колкуитт некоторое время трудился грузчиком на железнодорожной станции Дейнджерфилд, а затем несколько месяцев работал токарем на местной мебельной фабрике.
В 1881 году Колкуитт стал работать младшим работником в издательстве газеты Banner, которая выходила в округе Моррис. Через несколько месяцев его работодатель начал издавать новую газету в Гринвилле, и Колкуитт перевёлся туда, пока в 1884 году в Питсберге не приобрёл собственную газету Pittsburg Gazette. В течение следующих двух лет он купил две газеты в Террелле и объединил их в одну газету Times-Star.
9 декабря 1885 года Колкуитт женился на Эллис Фаллер Маррелл из Миндена, Луизиана. У них родились четыре сына и дочь.

### Политическая карьера
В 1890 году Колкуитт принял участие в кампании за создание железнодорожной комиссии Техаса и активно поддерживал кандидатуру Джеймса Хогга на пост губернатора штата. В 1895 году он был избран в Сенат штата Техас. За четыре года в Сенате он стал автором нескольких налоговых законов. Последние восемь месяцев 1898 года он был агентом налоговой службы штата и написал доклад для специальной налоговой комиссии, который был представлен легислатуре в 1900 году. На сессиях законодательного собрания 1899 и 1901 годов Колкуитт работал в качестве платного лоббиста. В 1900 году он был принят в коллегию адвокатов и между сессиями занимался юридической практикой.
В 1903—1911 годах Колкуитт был председателем железнодорожной комиссии штата, сменив на этой должности Джона Рейгана. Во время двух сроков на этом посту он сыграл важную роль в строительстве дороги по гребню Галвестонской плотины.
В 1906 году Колкуитт баллотировался на пост губернатора, но, отчасти из-за оппозиции к «сухому закону», не смог выиграть номинацию Демократической партии. В 1910 году, всё ещё оставаясь противником «сухого закона», он опять выдвинул свою кандидатуру с лозунгом «Политический мир и законодательный отдых». Хотя противники Колкуитта называли его «Маленьким Оскаром» из-за его небольшого роста, он выиграл как первичные, так и всеобщие выборы. Колкуитт не присутствовал на съезде Демократической партии, который выдвинул его кандидатуру, так как примерно в то же время в Остине умер его младший сын.
После вступления в должность Колкуитт ушёл с поста главы железнодорожной комиссии, назначив преемника. В обеих палатах легислатуры большинство получила Партия «сухого закона», и после выборов было решено провести референдум о запрете продажи алкоголя в штате, однако с перевесом в 6000 голосов это предложение было отвергнуто населением.
У Колкуитта были непростые отношения с законодательной властью во время его пребывания на посту губернатора. Во время первой законодательной сессии, которой он руководил, Колкуитт наложил вето на половину законопроектов.
Во время пребывания в должности Колкуитт дважды послал техасских рейнджеров на границу с Мексикой для поддержания порядка. Рейнджеры добились некоторого успеха, но их обвинили в жестоком обращении с мирными американо-мексиканскими гражданами. В конце концов, их заменили федеральные войска.
Легислатурой были приняты законы по реформированию пенитенциарной системы, закон, ограничивающий продолжительность рабочего дня женщин, закон о детском труде и закон о компенсационных выплатах рабочим. Колкуитт пытался ветировать некоторые из этих законопроектов, но в итоге подписал их все. В 1912 году он созвал губернаторов южных штатов, чтобы совместно выработать план по стабилизации рынка хлопка. Конференция рекомендовала создание складов в штатах и сокращение площадей хлопчатника. В результате в 1912 году площадь посаженного хлопчатника уменьшилась на 2 млн гектаров. Это вызвало рост цен на хлопок, и Колкуитт был вынужден брать кредит.
Несмотря на предвыборное обещание никогда не препятствовать поддержке образования, он наложил вето на некоторые ассигнования государственных школ штата. Благодаря поддержке трудящихся, в конце 1912 года он был переизбран на второй срок.

### Последние годы
После ухода с должности Колкуитт стал симпатизировать Германии. Он пытался купить газету New York Sun, которую намеревался использовать для распространения немецкой пропаганды, но ему это не удалось. В 1916 году Колкуитт баллотировался в Сенат США, но на всеобщих выборах потерпел поражение от действующего сенатора, бывшего губернатора Техаса Чарльза Калберсона.
После своего поражения Колкуитт стал президентом нефтяной компании в Далласе. С 1928 до 1929 он работал в Совете по посредничеству США. В 1935 году он стал представителем Корпорации финансирования реконструкции в Техасе.
В конце 1930-х годов у Колкуитта произошёл микроинсульт, но он продолжил активно работать. В конце февраля 1940 года Колкуитт заболел гриппом, и 8 марта 1940 года умер. Он похоронен на кладбище Оквуд в Остине, Техас.